# Monte Paschi Strade Bianche 2010
La Monte Paschi Strade Bianche 2010 fou la quarta edició de la Monte Paschi Strade Bianche. La cursa es disputà el 6 de març de 2010 sobre un recorregut de 190, sent el vencedor fou el kazak Maksim Iglinski.

## Equips participants
| Núm.  | Codi | Equip              |
| ----- | ---- | ------------------ |
| 1-8   | SKY  | Team Sky           |
| 11-18 | ASA  | Acqua & Sapone     |
| 21-28 | ALM  | AG2R La Mondiale   |
| 31-38 | AND  | Androni Giocattoli |
| 41-48 | AST  | Astana             |
| 51-58 | BMC  | BMC Racing Team    |
| 61-68 | CTT  | Cervélo TestTeam   |
| 71-78 | GRM  | Garmin-Transitions |

| Núm.    | Codi | Equip               |
| ------- | ---- | ------------------- |
| 81-88   | ISD  | ISD-Neri            |
| 91-98   | LAM  | Lampre-Farnese Vini |
| 101-108 | LIQ  | Liquigas-Doimo      |
| 111-118 | OLO  | Omega Pharma-Lotto  |
| 121-128 | THR  | Team HTC-Columbia   |
| 131-138 | KAT  | Team Katusha        |
| 141-148 | SAX  | Team Saxo Bank      |

## Recorregut
En la present edició els ciclistes han de superar 8 trams de strade bianche, que fan un total de 57,2 km.
- Sector 1 Radi: del km 35 al 48,5 (13,5 km)
- Sector 2: del km 53,9 al 59,4 (5,5 km)
- Sector 3 Lucignano d'Asso: del km 82,3 al 94,2 (11,9 km)
- Sector 4 Pieve a Salti: del km 95,2 al 103,2 (8,0 km)
- Sector 5 Monte Sante Marie: del km 132,4 al 143,9 (11,5 km)
- Sector 6 Montechiaro: del km 163,7 al 167 (3,3 km)
- Sector 7 Colle Pinzuto: del km 170,4 al 172,8 (2,4 km)
- Sector 8 Le Tolfe: del km 176,7 al 177,8 (1,1 km)

## Classificació
| Pos. | Ciclista             | Equip               | Temps      |
| ---- | -------------------- | ------------------- | ---------- |
| 1.   | Maksim Iglinski      | Team Astana         | 4h 59' 48" |
| 2.   | Thomas Lövkvist      | Team Sky            | + 01"      |
| 3.   | Michael Rogers       | Team HTC-Columbia   | + 01"      |
| 4.   | Filippo Pozzato      | Team Katusha        | + 18"      |
| 5.   | Ryder Hesjedal       | Garmin-Transitions  | + 19"      |
| 6.   | Francesco Ginanni    | Androni Giocattoli  | + 24"      |
| 7.   | Leonardo Bertagnolli | Androni Giocattoli  | + 43"      |
| 8.   | Joan Antoni Flecha   | Team Sky            | + 43"      |
| 9.   | Enrico Gasparotto    | Team Astana         | + 49"      |
| 10.  | Daniele Righi        | Lampre-Farnese Vini | + 49"      |